# Skippy (1931)
Skippy is een Amerikaanse dramafilm uit 1931 onder regie van Norman Taurog. Het scenario is gebaseerd op de gelijknamige stripreeks van de Amerikaanse auteur Peter Crosby.

## Verhaal
Wanneer Skippy vriendschap sluit met Sooky, onderbreekt hij zijn routine om te ontsnappen aan de regels van zijn ouders. Een hondenvanger wil de hond van Sooky laten inslapen, als hij zijn vergunning niet op tijd betaalt. De jongens hebben drie dagen de tijd om het geld te verzamelen. Skippy moet zijn vader er ook van overtuigen om de sloppenwijk niet te laten slopen, waar Sooky woont.

## Rolverdeling
| Acteur            | Personage       |
| ----------------- | --------------- |
| Jackie Cooper     | Skippy Skinner  |
| Robert Coogan     | Sooky Wayne     |
| Mitzi Green       | Eloise          |
| Jackie Searl      | Sidney Saunders |
| Willard Robertson | Dokter Skinner  |
| Enid Bennett      | Mevrouw Skinner |
| Donald Haines     | Harley Nubbins  |
| Helen Jerome Eddy | Mevrouw Wayne   |

## Prijzen en nominaties
| Jaar | Prijs  | Categorie                 | Genomineerde(n) | Uitslag     |
| ---- | ------ | ------------------------- | --------------- | ----------- |
| 1931 | Oscars | Beste mannelijke hoofdrol | Jackie Cooper   | Genomineerd |